# AQR Capital
AQR Capital Management es un fondo de inversiones fundado en 1998 por antiguos ejecutivos de Goldman Sachs. Clifford S. Asness, junto a David Kabiller, John Liew y Robert Krail (todos ellos provenientes de Goldman Sachs), empezaron con un fondo de capital riesgo. Pronto lanzaron fondos y vehículos de inversión tradicionales para clientes institucionales y para expertos financieros. La compañía tiene la sede en Greenwich (Connecticut).

## Inversiones
La empresa invierte en compañías públicas (equity), opciones y futuros públicos y bonos privados o derivados en todo el mundo. También gestiona una filial de reaseguros en Bermudas. A finales de 2014, AQR Capital administraba $122.200 millones de dólares de inversores institucionales, incluyendo fondos de pensiones, compañías de seguro, dotaciones financieras, fundaciones y fondos soberanos, así como inversiones especializadas para gestores privados.
La empresa sigue estrategias de inversión cuantitativa basadas en estudios académicos y económicos. Establece cuatro categorías para sus fondos:
1. "Alternatives"[4] - Buscan intereses atractivos para inversiones tradicionales como stocks, vínculos e inmuebles. Incluyen estrategias de fondos tradicionales (convertibles y los llamados "Global Macro", así como Reaseguros y productos de "real return"). Es la línea más antigua de la compañía (1998).
2. Paridad de riesgo[6] - Estos fondos buscan la paridad entre el capital riesgo y el mercado tradicional (desde 2005).
3. Benchmarked - Son fondos que tienen un fin "único" y no emplean estrategias de apalancamiento o venta corta, a diferencia de las otras tres categorías.[7] Esperan posiciones de fondo de índice en la misma categoría de inversión. AQR ofrece estos fondos para consumo interno (EE. UU.), internacionales, mercados emergentes o "Defensive equity benchmarks" (desde 2001).
4. Beta[8] - Estos fondos no tienen correlación alguna con el mercado de valores global. AQR ofrece los llamados fondos de "value investing", "momentum investing", "carry trade" y "Defensive styles" (desde 2006).

## Distinciones y premios
AQR ha recibido algunas distinciones y premios." En 2015 fue nombrada "Best Hedged Provider" por AsianInvestor´s Asset Management Awards o "Most Innovative Hedge Fund" en la reunión anual del CIO Industry Innovation Awards.
Ha recibido otros premios En 2013, AQR fue premiado como fondo más innovador. También en 2013 recibió el premio de Morningstar, Inc.
AQR convoca cada año el AQR Insight Award, premiado con $100.000 dólares, para la mejor idea de las jóvenes promesas de inversión riesgo. Los ganadores han sido: 
- 2012: Bryan Kelly y Seth Pruitt[17]
- 2013: Martin Lettau, Michael Weber, y Matteo Maggiori[18]
- 2014: Eric Budish, Peter Cramton, y John J. Shim[19]
- 2015: Robert Ready, Nikolai Roussanov y Colin Ward / Christopher L. Culp, Yoshio Nozawa y Pietro Veronesi[20]

En 2015, AQR Capital donó £10 millones de libras al London Business School para crear un instituto de inversión que llevara el nombre de AQR Institute of Asset Management.